# Oltárc
Oltárc is een plaats (község) en gemeente in het Hongaarse comitaat Zala. Oltárc telt 311 inwoners (2001).